# 雄善文學獎
雄善文学奖是由作家施以諾於2009年所創辦的基督教青年文學獎，獎名以其父母名字的最後一個字所組成，每兩年舉辦一次。得主包括來自台灣、香港、中國大陸等地的基督徒青年，歷屆首獎得主包括楊子儀、歐陽瑞萍、穆香怡、蔣瀟等人，並曾頒授「特別獎」給已被判死刑定讞的殺人犯王鴻偉 。